# Земля. Море. Огонь. Небо
Земля. Море. Огонь. Небо (азерб. Torpaq. Dəniz. Od. Səma) — советская детская драма 1967 года производства киностудии Азербайджанфильм.
Фильм рассказывает о четырёх новеллах — Земле, море, огне и небе. Название новелл имеют символический смысл, ибо в фильме показано четыре поколения, живущие в разное время в небольшой деревне.

## Создатели фильма

### В ролях
Исмаил Османлы — дед Карим
Аладдин Аббасов — Али
Тамара Кокова — Гюльшум
Фидан Касимова — Севда
Камран Раджаблы — Камиль (ребёнок)
Алескер Ибрагимов — Камиль
Джамиля Мамедова — Солмаз (ребёнок)
Севда Алиева — Солмаз
Вагиф Гасанов — Мурад (ребёнок)
Фикрет Алиев — Мурад
Рафик Тагиев — дядя Мурад
Алигейдар Гасанзаде — охотник
Земфира Садыкова- Лейла
Г. Джафарова
А. Жариков
Гамлет Ханизаде — нефтяник
Хамиз Мурадов
Гаджимамед Кафказлы — резидент
Энвер Хасанов — молодой солдат
Тораханым Зейналова — старуха
Юсиф Юлдуз — резидент
Маяк Каримов — гость

#### Роли дублировали
Юсиф Велиев — Али (Аладдин Аббасов)
Гасан Аблуч — Камиль Алескер Ибрагимов)
Мухлис Джанизаде — дядя Мурад (Рафик Тагиев)
Сулейман Аскеров — врач
Этайя Алиева — Гюльшум (Тамара Кокова)
Амина Юсифкызы — Севда (Фидан Касымова)
Азизага Касымов- полковник
Бахадур Алиев — командир

#### Дубляж на русский язык
Павел Шпрингфельд — дед Карим (Исмаил Османлы)
Владимир Ферапонтов — Али (Аладдин Аббасов)
Геннадий Крашенинников — дядя Мурад (Рафик Тагиев)
Наталья Кустинская — Севда (Фидан Касымова)
Руслан Ахметов — Кямиль (Алескер Ибрагимов)
Юрий Мартынов — Мурад (Фикрет Алиев)

### Административная группа
- Автор сценария: Анар
- Режиссёр-постановщик: Шамиль Махмудбеков
- Оператор-постановщик: Расим Исмайлов
- Художник-постановщик: Надир Зейналов
- Художник по костюмам: Элбек Рзагулиев
- Композитор: Рауф Гаджиев

## Награды и премии
В 1968 году фильм был номинирован на премию Закавказского и Украинского кинофестиваля. Режиссёр фильма Шамиль Махмудбеков был награждён почётным дипломом.